# Klamottenkiste
Die Klamottenkiste (DDR-Titel: Wenn die Torten fliegen / Wenn die Korken knallen / Wenn die Bremsen quietschen / Wenn die Fetzen fliegen) war eine Slapstickserie des Bayerischen Rundfunks, die in 120 Folgen Zusammenschnitte alter Filme des amerikanischen Stummfilmkinos aus den 1910er und 1920er Jahren zeigte. Die ca. 15-minütigen Folgen waren das Pendant zu den ZDF-Serien Dick und Doof, Väter der Klamotte oder Männer ohne Nerven. Anders als im ZDF richtete sich diese Serie an Kinder.
Hauptdarsteller waren Charlie Chaplin, Billy Bevan, Snub Pollard und andere Schauspieler, meist in der Frühzeit ihrer Karriere. In einigen Episoden waren Oliver Hardy (zusammen mit Larry Semon) oder Stan Laurel (in einer Folge ebenfalls mit Semon) zu sehen, jedoch in dieser Serie nie gemeinsam. Die bearbeiteten Stummfilme wurden mit Musik unterlegt und im Voice-over-Verfahren von Hartmut Neugebauer kommentiert. Der rasante Vor- und Abspann der Serie war ausschließlich aus Szenen aus Larry Semons Kurzfilm-Spektakel The Show (1922) zusammenmontiert. 
Gezeigt wurden die Filme, jedoch in anderen Bearbeitungsversionen, in den 1970er Jahren im Bayerischen Fernsehen und ab 2. Juli 1981 erstmals im Nachmittagsprogramm der ARD. Von 1981 bis 1985 liefen viele Folgen mit Charlie Chaplin innerhalb der Sendungen Spaß am Montag, Spaß am Dienstag und Spaß im Dritten. 1994 lief noch eine letzte bis dahin nicht ausgestrahlte Folge. Fernsehseriendownload resümiert: „Die Klamottenkiste war dabei beim Publikum ausgesprochen beliebt, wurde unter dem Titel Gute Nacht mit Charlie auch in der DDR gesendet.“ Weitere Sender, die die Serie ausstrahlten, waren Eins Plus (das frühere Kulturprogramm der ARD), DFF-Fernsehen und direkt im Anschluss die Länderanstalten MDR und ORB. Auch in Österreich lief die Klamottenkiste in den 1980er Jahren im ORF.
Die Klamottenkiste ist inzwischen in mehrfach unterschiedlicher Folgenzusammenstellung auf drei bis fünf DVDs erschienen. Die zuletzt aktuelle Sammlerbox enthält 5 DVDs (Gesamtspielzeit 565 Minuten) und wurde am 20. September 2004 veröffentlicht.